# Knautia ambigua
Knautia ambigua är en tvåhjärtbladig växtart som beskrevs av Pierre Edmond Boissier och Orph. Knautia ambigua ingår i släktet åkerväddar, och familjen Dipsacaceae. Inga underarter finns listade i Catalogue of Life.